# 루시아 푸엔소
루시아 푸엔소(Lucía Puenzo, 1976년 11월 28일 ~ )는 아르헨티나의 작가, 영화 각본가, 영화 감독이다. 영화 감독 루이스 푸엔소의 딸이다.

## 작품 목록
- 고래와 창녀 (2003) - 각본
- XXY (2007) - 연출 및 각본
- 피시 차일드 (2009) - 연출 및 각본
- 죽음의 천사 (2013) - 연출 및 각본